# رود هولت
رود هولت (بالإنجليزية: Rod Holt)‏ هو مهندس أمريكي، ولد في 1934 في بوسطن في الولايات المتحدة.